# 戈阿
戈阿（法語：Goas）是法国南部-比利牛斯大区 塔恩-加龙省的一个市镇，属于卡斯特尔萨拉桑区 博蒙德洛马格县。该市镇2009年时的人口 为37人。

## 人口
戈阿人口变化图示
| 数据来源：INSEE |